# Akram Yari
Akram Yari (em persa: اکرم یاری‎) (Jaghori, Gázni, 1940 Cabul - 1 de janeiro de 1979) foi um político e revolucionário afegão, da etnia hazara. Teórico e ideólogo maoísta. Editor da revista Shola e Jawid. Fundador e líder do Organização da Juventude Progressista. Foi assassinado na prisão em 1979.